# Mistrzostwa Świata w Snookerze 1964–68
Mistrzostwa Świata w Snookerze 1964–68 (ang. 1964–68 World Snooker Championships) – seria siedmiu najważniejszych meczów snookerowych rozegranych pomiędzy 1964 a 1968 rokiem.
Rex Williams, za zgodą Billiards Association and Control Council, zaproponował by wznowić mistrzostwa po sześcioletniej przerwie. Odbywać się one miały na zasadzie wyzwania rzuconego ostatniemu mistrzowi świata. Zwycięzcą ostatnich mistrzostw (z 1957) był John Pulman i to on miał bronić, jak się okazało skutecznie, tytułu mistrza. Mistrzostwa w tej formule przetrwały pięć lat, w trakcie których rozegrano siedem meczów z czterema różnymi zawodnikami rzucającymi wyzwanie Pulmanowi. W mistrzostwach z 1969 roku powrócono do formuły pucharowej.

## Mecze o tytuł mistrza świata
| Rok  | I miejsce   | Wynik | II miejsce        | Miejsce                             | Najwyższy break    | Przypisy          |
| ---- | ----------- | ----- | ----------------- | ----------------------------------- | ------------------ | ----------------- |
| 1964 | John Pulman | 19–16 | Fred Davis        | Burroughes Hall, Londyn, Anglia     | 112 John Pulman    | [ 1 ] [ 3 ]       |
| 1964 | John Pulman | 40–33 | Rex Williams      | Burroughes Hall, Londyn, Anglia     | 107 Rex Williams   | [ 1 ] [ 3 ]       |
| 1965 | John Pulman | 37–36 | Fred Davis        | Burroughes Hall, Londyn, Anglia     |                    | [ 1 ] [ 4 ]       |
| 1965 | John Pulman | 25–22 | Rex Williams      | Południowa Afryka                   | 142 Rex Williams   | [ 1 ] [ 4 ] [ 5 ] |
| 1965 | John Pulman | 39–12 | Fred Van Rensburg | Południowa Afryka                   |                    | [ 1 ] [ 4 ]       |
| 1966 | John Pulman | 5–2   | Fred Davis        | St George's Hall, Liverpool, Anglia |                    | [ 6 ] [ 1 ] [ 7 ] |
| 1968 | John Pulman | 39–34 | Eddie Charlton    | Co-operative Hall, Bolton, Anglia   | 122 Eddie Charlton | [ 1 ] [ 8 ]       |